# Betfred
Betfred é uma casa de apostas britânica. O seu nome é um portmanteau de duas palavras, bet [inglês: v apostar, sf aposta] e Fred, o nome de um dos seus fundadores, Fred Done.
Inicialmente a empresa estabeleceu-se com uma só loja em 1967 en Ordsall, Salford, na região de Greater Manchester no noroeste da Inglaterra. A empresa foi fundada com o nome Done Bookmakers e foi redesignada como Betfred em 2004.
Em janeiro de 2009 a Betfred tinha 775 lojas de apostas no Reino Unido, tendo-se expandido a uma média de 80 lojas por ano. Nessa data tinha 4000 empregados, 350 deles no escritório central em Birchwood, Warrington, na Greater Manchester.